# Liriomyza sylvatica
Liriomyza sylvatica este o specie de muște din genul Liriomyza, familia Agromyzidae, descrisă de Sehgal în anul 1971.
Este endemică în Alberta. Conform Catalogue of Life specia Liriomyza sylvatica nu are subspecii cunoscute.